# Arremon taciturnus
Arremon taciturnus là một loài chim trong họ Emberizidae.